# Rooster in My Rari
«Rooster in My Rari» — третій сингл з другого студійного альбому Triple F Life: Friends, Fans & Family американського репера Waka Flocka Flame. 7 вересня 2012 вийшов реміксований сингл «Rooster in My Rari Mixes».

## Відеокліп
11 червня 2012 відбулась прем'єра кліпу. Режисер: Морокко Вон.

## Чартові позиції
| Чарт (2012)              | Найвища позиція |
| ------------------------ | --------------- |
| US Hot R&B/Hip-Hop Songs | 120             |